# Rosemarie Isopp

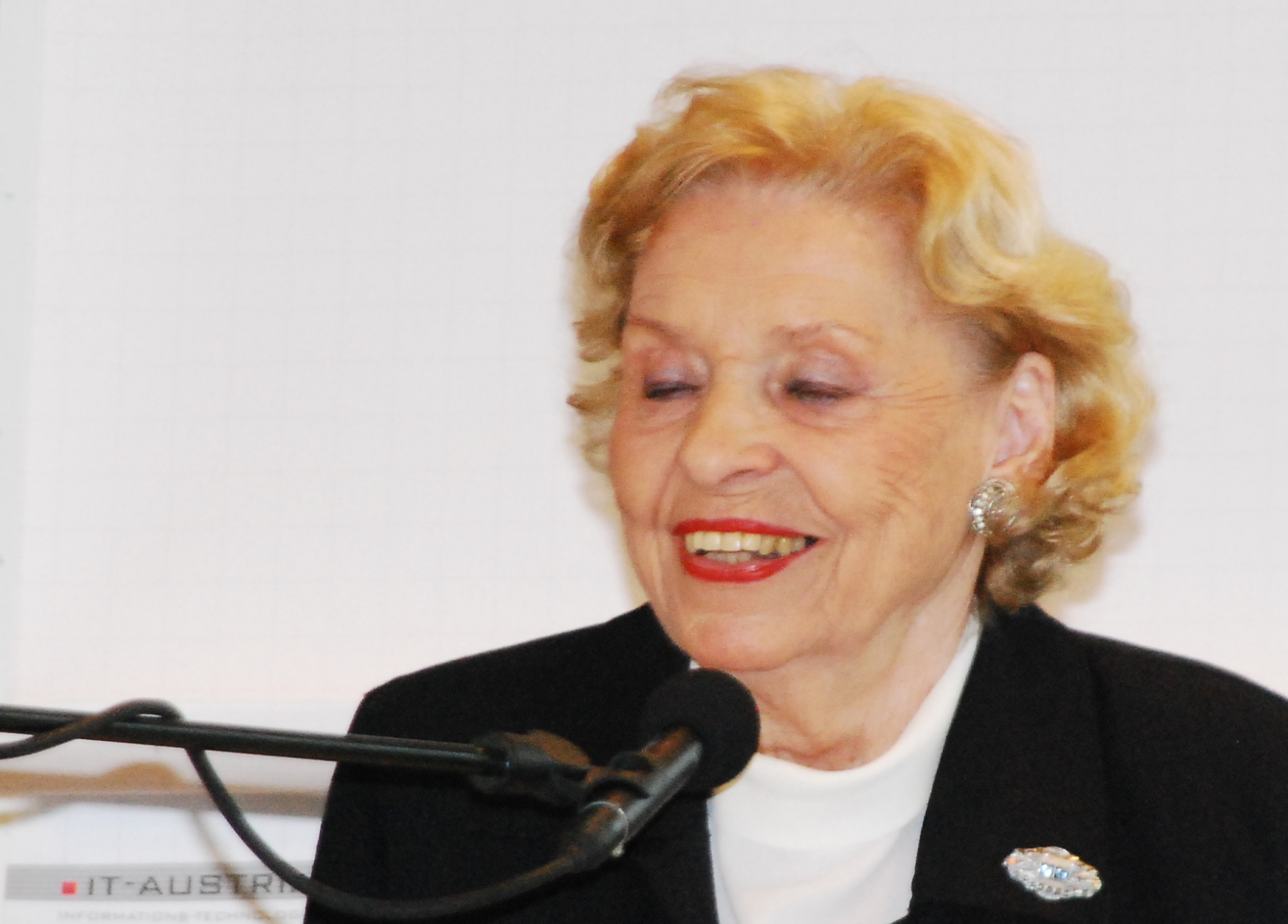
Rosemarie Isopp (2012)

Rosemarie Isopp (* 13. Oktober 1927 in Wien; † 5. Juni 2019) war eine österreichische Radiomoderatorin des ORF.

## Leben

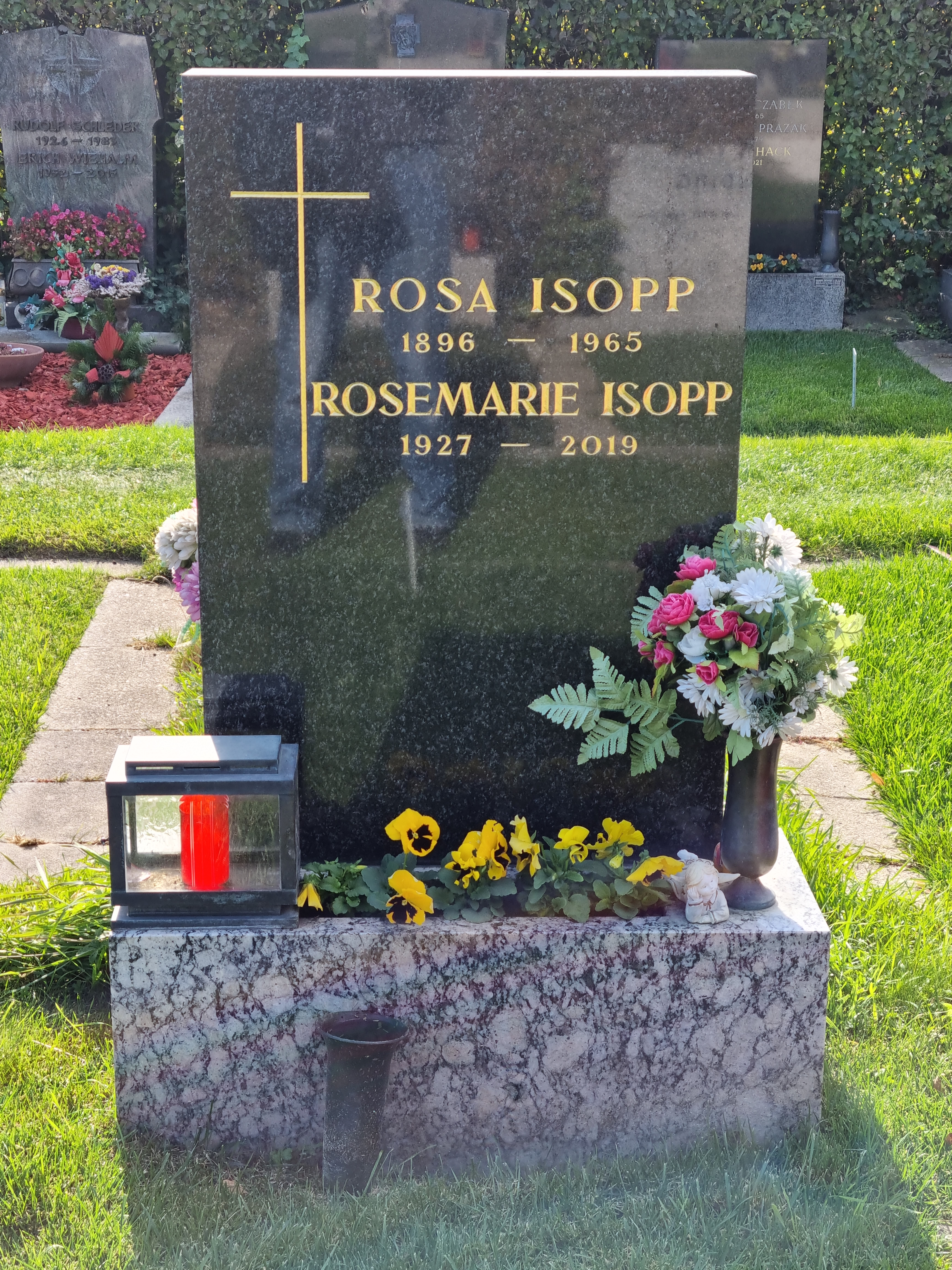
Grabstätte von Rosemarie Isopp

Rosemarie Isopp konnte nach abgeschlossener Schauspielausbildung und einigen Theaterengagements mit der Moderation zahlreicher Hörfunksendungen wie zum Beispiel Autofahrer unterwegs – von der sie in über 30 Jahren mehr als 3000 Ausgaben moderiert hat –, Wiener Charme, Das Wiener Kriminalmuseum und Das telephonische Wunschkonzert, aber auch als Kinderbuchautorin (Die schwarze Uhr, Das Püppchen Roswitha) und Verfasserin etlicher Hörspiele, große Beliebtheit erringen. Ihre erfolgreiche Tätigkeit wurde nach mehreren Jahrzehnten Dienst in der Öffentlichkeit durch die Verleihung eines Professoren-Berufstitels gewürdigt. Isopp betreute und begleitete nach ihrer 1988 beendeten ORF-Tätigkeit kleine Reisegruppen und hielt vor allem im Wiener Volksbildungshaus Urania bis 2015 Diavorträge über die von ihr besuchten Länder. Ihre Urne wurde im Grab ihrer Mutter Rosa Isopp (1896–1965) auf dem Inzersdorfer Friedhof (Gruppe 19, Reihe 3, Nummer 35) in Wien beigesetzt.
Ein Teilnachlass von Rosemarie Isopp (80 Archivboxen u. a. mit den Dias ihrer Reisevorträge am Wiener Volksbildungshaus Urania inkl. der zugehörigen Manuskripte, u. v. m.) wurde im März 2020 dem Österreichischen  Volkshochschularchiv übergeben.

## Werke
- Püppchen Roswitha. Ein Märchen. Kinderbuch. 64 Seiten. Quatember, Linz 1950.
- Die schwarze Uhr. Ein Buch für alle, die jung sind und die es bleiben wollen. 167 Seiten. Leinmüller, Wien 1960.